# Мойылды (Западно-Казахстанская область)
Мойылды (каз. Мойылды, до 2007 г. — Горячкино) — село в Акжаикском районе Западно-Казахстанской области Казахстана. Входит в состав Мергеневского сельского округа. Код КАТО — 273267200.
Село расположено на правом берегу реки Урал.

## Население
В 1999 году население села составляло 386 человек (214 мужчин и 172 женщины). По данным переписи 2009 года, в селе проживало 367 человек (194 мужчины и 173 женщины).

## История
Посёлок Горячинский входил во 2-й Лбищенский военный отдел Уральского казачьего войска.